# Mèo LaPerm
Mèo LaPerm là một giống mèo được công nhận. Lông mèo LaPerm xoắn (do đó có tên"mèo lông uốn"), với những lọn lông quấn chặt chẽ dưới bụng, cổ họng và nền tai. Mèo LaPerm có nhiều màu sắc và hoa văn. Mèo LaPerm thường có một tính cách rất trìu mến.